# Lijst van afsplitsingen van Tweede Kamerfracties
Een overzicht van afsplitsingen van Tweede Kamerfracties. Zie ook de artikelen parlementaire afsplitsing en zetelroof.

## Lijst
| Afsplitsing                   | Afgesplitst van                         | Kamerlid                        | Begindatum        | Einddatum         |
| ----------------------------- | --------------------------------------- | ------------------------------- | ----------------- | ----------------- |
| 50PLUS/Baay-Timmerman         | 50PLUS                                  | Martine Baay-Timmerman          | 28 mei 2014       | 10 september 2014 |
| 50PLUS/Baay-Timmerman         | 50PLUS                                  | Henk Krol                       | 10 september 2014 | 13 november 2014  |
| 50PLUS/Klein                  | 50PLUS                                  | Norbert Klein                   | 28 mei 2014       | 13 november 2014  |
| Groep Aarden                  | Katholieke Volkspartij                  | Jacques Aarden                  | 27 februari 1968  | 9 mei 1971        |
| Groep Aarden                  | Katholieke Volkspartij                  | Paul Janssen                    | 27 februari 1968  | 9 mei 1971        |
| Groep Aarden                  | Katholieke Volkspartij                  | Annie Kessel                    | 27 februari 1968  | 9 mei 1971        |
| Groep Van As                  | Groep Nawijn                            | Gerard van As                   | 11 september 2006 | 12 september 2006 |
| Lid-Van Bemmel                | Partij voor de Vrijheid                 | Jhim van Bemmel                 | 6 juli 2012       | 19 september 2012 |
| Groep Van Beresteyn           | Vrijzinnig-Democratische Bond           | Eeltjo van Beresteyn            | 4 januari 1922    | 7 februari 1922   |
| Groep Van Beresteyn/Teenstra  | Groep Van Beresteyn                     | Eeltjo van Beresteyn            | 8 februari 1922   | 24 juli 1922      |
| Groep Van Beresteyn/Teenstra  | Vrijzinnig-Democratische Bond           | Edsge Marten Teenstra           | 8 februari 1922   | 24 juli 1922      |
| Lid-Bontes                    | Partij voor de Vrijheid                 | Louis Bontes                    | 29 oktober 2013   | 15 april 2014     |
| Groep Bontes/Van Klaveren     | Lid-Bontes                              | Louis Bontes                    | 15 april 2014     | 22 maart 2017     |
| Groep Bontes/Van Klaveren     | Lid-Van Klaveren                        | Joram van Klaveren              | 15 april 2014     | 22 maart 2017     |
| Lid Brinkman                  | Partij voor de Vrijheid                 | Hero Brinkman                   | 20 maart 2012     | 19 september 2012 |
| Groep Duijs                   | Sociaal-Democratische Arbeiderspartij   | Jan Duijs                       | 29 november 1935  | 7 juni 1937       |
| Groep Eerdmans/Van Schijndel  | Lijst Pim Fortuyn                       | Joost Eerdmans                  | 12 september 2006 | 29 november 2006  |
| Groep Eerdmans/Van Schijndel  | Volkspartij voor Vrijheid en Democratie | Anton van Schijndel             | 12 september 2006 | 29 november 2006  |
| Lid Ephraim                   | Groep Van Haga                          | Olaf Ephraim                    | 2 augustus 2023   | 5 december 2023   |
| Groep Goedhart                | Partij van de Arbeid                    | Frans Goedhart                  | 14 mei 1970       | 9 mei 1971        |
| Groep Goedhart                | Partij van de Arbeid                    | Wybrand Schuitemaker            | 14 mei 1970       | 9 mei 1971        |
| Groep Goedhart                | Partij van de Arbeid                    | Fia van Veenendaal-van Meggelen | 28 juli 1970      | 9 mei 1971        |
| Groep Gortzak                 | Communistische Partij van Nederland     | Bertus Brandsen                 | 15 april 1958     | 19 maart 1959     |
| Groep Gortzak                 | Communistische Partij van Nederland     | Henk Gortzak                    | 15 april 1958     | 19 maart 1959     |
| Groep Gortzak                 | Communistische Partij van Nederland     | Rie Lips-Odinot                 | 15 april 1958     | 19 maart 1959     |
| Groep Gortzak                 | Communistische Partij van Nederland     | Gerben Wagenaar                 | 15 april 1958     | 19 maart 1959     |
| Groep Van Groenendael         | Algemeene Bond van RK-kiesverenigingen  | Henri van Groenendael           | 1 oktober 1919    | 24 juli 1922      |
| Lid Gündoğan                  | Volt Nederland                          | Nilüfer Gündoğan                | 26 februari 2022  | 10 maart 2022     |
| Lid Gündoğan                  | Volt Nederland                          | Nilüfer Gündoğan                | 22 maart 2022     | 5 december 2023   |
| Fractie-Den Haan              | 50PLUS                                  | Liane den Haan                  | 11 mei 2021       | 5 december 2023   |
| Lid Van Haga                  | Volkspartij voor Vrijheid en Democratie | Wybren van Haga                 | 7 oktober 2019    | 30 november 2020  |
| Groep Van Haga                | Forum voor Democratie                   | Olaf Ephraim                    | 13 mei 2021       | 5 december 2023   |
| Groep Van Haga                | Forum voor Democratie                   | Wybren van Haga                 | 13 mei 2021       | 5 december 2023   |
| Groep Van Haga                | Forum voor Democratie                   | Hans Smolders                   | 13 mei 2021       | 5 december 2023   |
| Groep Harmsen                 | Boerenpartij                            | Johan van de Brake              | 27 juni 1968      | 9 mei 1971        |
| Groep Harmsen                 | Boerenpartij                            | Evert Jan Harmsen               | 27 juni 1968      | 9 mei 1971        |
| Groep Harmsen                 | Boerenpartij                            | Wouter van Harselaar            | 27 juni 1968      | 9 mei 1971        |
| Groep Harmsen                 | Boerenpartij                            | Hubert Kronenburg               | 27 juni 1968      | 11 november 1968  |
| Groep Hendriks                | Algemeen Ouderen Verbond                | Theo Hendriks                   | 12 oktober 1994   | 18 mei 1998       |
| Lid-Houwers                   | Volkspartij voor Vrijheid en Democratie | Johan Houwers                   | 25 maart 2015     | 22 maart 2017     |
| Groep Huijsen                 | Christelijk-Historische Unie            | Coos Huijsen                    | 30 maart 1976     | 7 juni 1977       |
| Groep Janmaat                 | Centrumpartij                           | Hans Janmaat                    | 15 oktober 1984   | 2 juni 1986       |
| Groep De Jong                 | Nederlandse Middenstands Partij         | Jacques de Jong                 | 13 september 1971 | 6 december 1972   |
| Groep De Jong                 | Lijst Pim Fortuyn                       | Cor Eberhard                    | 3 oktober 2002    | 29 januari 2003   |
| Groep De Jong                 | Lijst Pim Fortuyn                       | Winny de Jong                   | 1 oktober 2002    | 29 januari 2003   |
| Lid-Van Klaveren              | Partij voor de Vrijheid                 | Joram van Klaveren              | 21 maart 2014     | 15 april 2014     |
| Lid-Klein                     | 50PLUS/Klein                            | Norbert Klein                   | 13 november 2014  | 22 maart 2017     |
| Lid Van Kooten-Arissen        | Partij voor de Dieren                   | Femke Merel van Kooten-Arissen  | 16 juli 2019      | 3 mei 2020        |
| Lid Van Kooten-Arissen        | Groep Krol/van Kooten-Arissen           | Femke Merel van Kooten-Arissen  | 5 augustus 2020   | 30 maart 2021     |
| Groep Kortenoeven/Hernandez   | Partij voor de Vrijheid                 | Marcial Hernandez               | 3 juli 2012       | 19 september 2012 |
| Groep Kortenoeven/Hernandez   | Partij voor de Vrijheid                 | Wim Kortenoeven                 | 3 juli 2012       | 19 september 2012 |
| Lid Krol                      | Groep Krol/van Kooten-Arissen           | Henk Krol                       | 5 augustus 2020   | 30 maart 2021     |
| Groep Krol/van Kooten-Arissen | Lid Van Kooten-Arissen                  | Femke Merel van Kooten-Arissen  | 3 mei 2020        | 5 augustus 2020   |
| Groep Krol/van Kooten-Arissen | 50PLUS                                  | Henk Krol                       | 3 mei 2020        | 5 augustus 2020   |
| Groep Kronenburg              | Groep Harmsen                           | Hubert Kronenburg               | 12 november 1968  | 9 mei 1971        |
| Groep Kuzu/Öztürk             | Partij van de Arbeid                    | Tunahan Kuzu                    | 13 november 2014  | 22 maart 2017     |
| Groep Kuzu/Öztürk             | Partij van de Arbeid                    | Selçuk Öztürk                   | 13 november 2014  | 22 maart 2017     |
| Groep Lazrak                  | Socialistische Partij                   | Ali Lazrak                      | 3 februari 2004   | 29 november 2006  |
| Lid-Monasch                   | Partij van de Arbeid                    | Jacques Monasch                 | 28 november 2016  | 22 maart 2017     |
| Groep Nawijn                  | Lijst Pim Fortuyn                       | Gerard van As                   | 17 augustus 2006  | 11 september 2006 |
| Groep Nawijn                  | Lijst Pim Fortuyn                       | Hilbrand Nawijn                 | 23 juni 2005      | 29 november 2006  |
| Groep Nijpels                 | Algemeen Ouderen Verbond                | Liesbeth Aiking-van Wageningen  | 6 september 1995  | 18 mei 1998       |
| Groep Nijpels                 | Algemeen Ouderen Verbond                | Leo Boogaard                    | 6 september 1995  | 31 augustus 1996  |
| Groep Nijpels                 | Algemeen Ouderen Verbond                | Ron Meyer                       | 3 september 1996  | 18 mei 1998       |
| Groep Nijpels                 | Algemeen Ouderen Verbond                | Jet Nijpels                     | 6 september 1995  | 18 mei 1998       |
| Groep Nooteboom               | D66                                     | Govert Nooteboom                | 22 juni 1976      | 7 juni 1977       |
| Groep Ockels                  | Partij van de Arbeid                    | Marjet Ockels                   | 21 september 1993 | 16 mei 1994       |
| Lid Omtzigt                   | Christen-Democratisch Appèl             | Pieter Omtzigt                  | 15 september 2021 | 5 december 2023   |
| Groep Van Oudenallen          | Lijst Pim Fortuyn                       | Gonny van Oudenallen            | 7 juli 2006       | 29 november 2006  |
| Groep Scholten                | Groep Scholten/Dijkman                  | Jan Nico Scholten               | 18 april 1985     | 2 juni 1986       |
| Groep Scholten/Dijkman        | Christen-Democratisch Appèl             | Stef Dijkman                    | 8 december 1983   | 17 april 1985     |
| Groep Scholten/Dijkman        | Christen-Democratisch Appèl             | Jan Nico Scholten               | 8 december 1983   | 17 april 1985     |
| Groep Van der Spek            | Pacifistisch Socialistische Partij      | Fred van der Spek               | 21 januari 1986   | 2 juni 1986       |
| Groep Staalman                | Vrijheidsbond                           | Abraham Staalman                | 14 maart 1929     | 16 september 1929 |
| Lid-Verdonk                   | Volkspartij voor Vrijheid en Democratie | Rita Verdonk                    | 17 september 2007 | 17 juni 2010      |
| Groep Verkerk                 | Algemeen Ouderen Verbond                | Will Verkerk                    | 31 maart 1998     | 18 mei 1998       |
| Groep Verlaan                 | Boerenpartij                            | Nico Verlaan                    | 23 april 1971     | 9 mei 1971        |
| Groep Visscher                | Anti-Revolutionaire Partij              | Hugo Visscher                   | 1 december 1935   | 31 december 1935  |
| Lid-Van Vliet                 | Partij voor de Vrijheid                 | Roland van Vliet                | 20 maart 2014     | 22 maart 2017     |
| Groep Voogd                   | Boerenpartij                            | Poulus Voogd                    | 13 december 1966  | 21 februari 1967  |
| Groep Wagenaar                | Reformatorische Politieke Federatie     | Aad Wagenaar                    | 23 april 1985     | 2 juni 1986       |
| Groep Wijnschenk              | Lijst Pim Fortuyn                       | Harry Wijnschenk                | 14 november 2002  | 29 januari 2003   |
| Groep Wilders                 | Volkspartij voor Vrijheid en Democratie | Geert Wilders                   | 2 september 2004  | 29 november 2006  |